# Burgstall Wechselburg

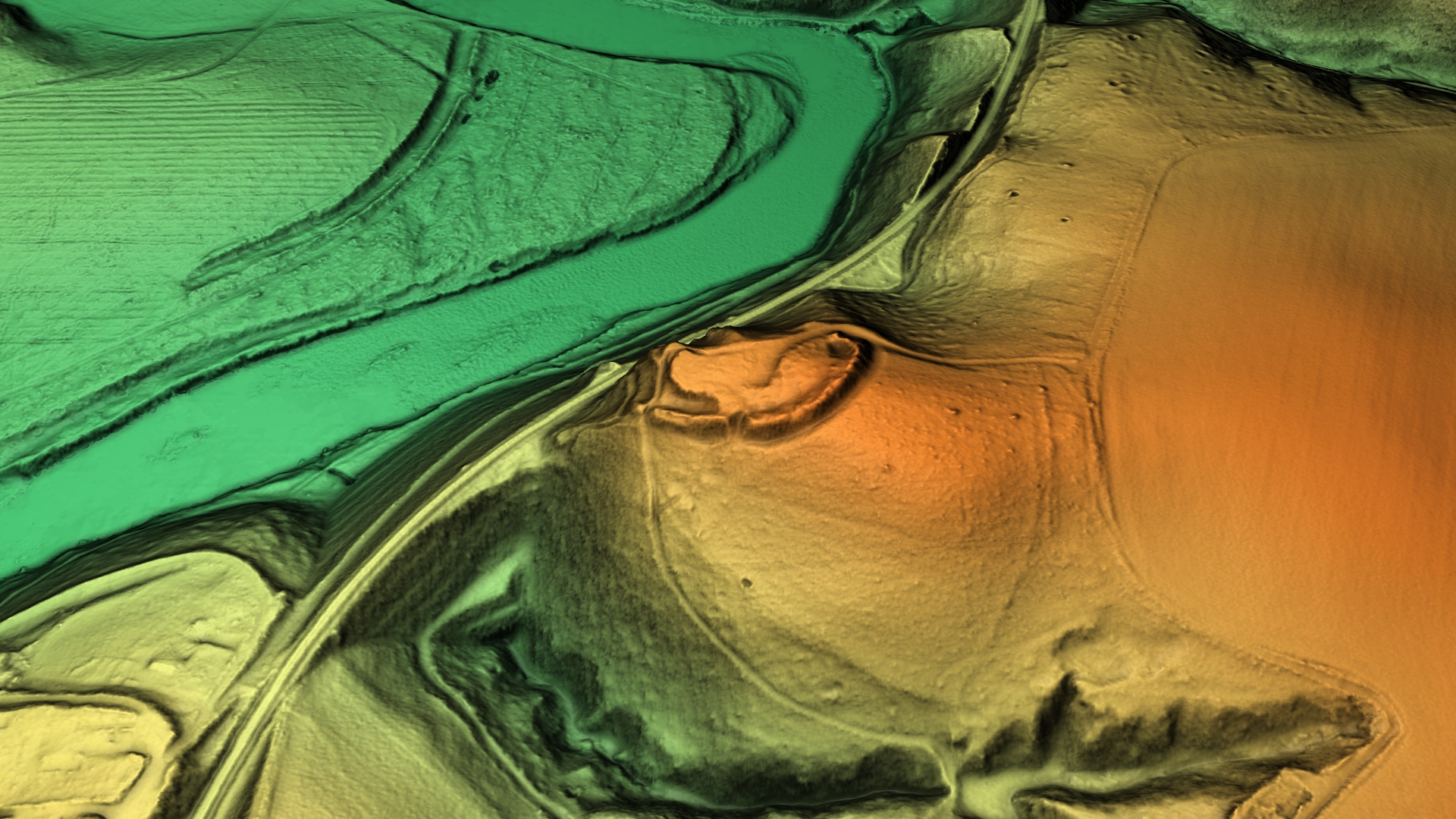
3D-Ansicht des digitalen Geländemodells

Der Burgstall Wechselburg bezeichnet eine abgegangene slawische und/oder mittelalterliche Höhenburganlage zwischen Wechselburg und Fischheim (Landkreis Mittelsachsen). Die Anlage befindet sich nahe dem Fischheimer Borstel.

## Lage
500 m nordöstlich von Wechselburg auf einer nach Westen vorspringenden Geländekuppe auf dem Ost-Steilufer der Zwickauer Mulde.

## Beschreibung der Anlage
In einem ausgedehnten Waldstück zwischen Fischheim und Wechselburg wird ein 50 × 70 m großes Gebiet in Form eines Ovals von einem einfachen (halbkreisförmigen) Ringwall umschlossen. Nach Nordwesten ist dieser zur Hälfte geöffnet, da dort ein Steilhang zur Zwickauer Mulde hin eine natürliche Barriere bildet. Die Anlage ist wesentlich kleiner als der 500 m entfernte Fischheimer Borstel.
Während dieser Wechselburger Burgstall (an der Zwickauer Mulde) in populärwissenschaftlicher Literatur/Reiseführern üblicherweise als slawisch eingestuft wird (wohl wegen seiner hohen und breiten halbkreisförmigen Abschnittswälle) ist die Anlage bei Volkmar Geupel als mittelalterlich eingestuft. Hier wurde auch mittelalterliche Keramik gefunden laut Geupel. Am 31. März 1959 wurde das Burgareal als Bodendenkmal eingetragen.
Ähnliche mittelalterliche Wallburgen sind beispielsweise Burg Groitzsch, Burgwall in Altengroitzsch, die Nickelsburg bei Nickelsdorf (bei Crossen an der Elster) oder der Noßwitzer Vorburgbereich der Rochlitzer Burg, welcher slawisch und mittelalterlich ist.

## Tourismus & Kultur
Am Westteil der Anlage befindet sich heute ein schöner Aussichtspunkt mit Sitzgelegenheit. Man hat dabei einen guten Blick auf den Rochlitzer Berg und das Muldetal. Bis 1950 befand sich in unmittelbarer Nähe zu diesem Punkt ein klassizistischer Tempel, der unter anderem für Märchenaufführungen genutzt wurde. Schmale, steile Wege führen sowohl durch das Silbertal zum Fischheimer Borstel, als auch nach Wechselburg.

## Sonstiges
Geupel führt für Wechselburg noch einen zweiten mittelalterlichen Burgstall auf, der die Namen "Altes Schloß"/"Selche" trägt und sich am Südhang des Söllichaubaches in Spornlage, etwa 1,25 km nordwestlich von Schloss Wechselburg befindet.
Siehe: Liste der Bodendenkmale in Wechselburg.